# Que choisir (magazine)
Que choisir est un magazine mensuel de l'association Union fédérale des consommateurs—Que choisir de type presse de défense des consommateurs, qui publie des tests comparatifs de produits et de services ainsi que des enquêtes.

## Description
L'Union Fédérale des Consommateurs est la seule association de consommateurs en France à disposer d'une telle revue. Les autres ont des journaux, mais réservés à leurs adhérents ou non disponibles en kiosque. Le concurrent historique direct, 60 millions de consommateurs, est diffusé par l'Institut national de la consommation (INC) qui a le statut d'établissement public. Il atteignait en 2006 une diffusion moyenne de 180 000 exemplaires mensuels (source : INC) contre plus de 500 000 pour Que choisir en 2007 (source : association pour le contrôle de la diffusion des médias. Diffusion totale, payée et non payée, en France et à l'étranger).
En novembre 2006, l'UFC-Que choisir a lancé le magazine mensuel Que choisir Santé disponible uniquement par abonnement.